# Achiropsetta tricholepis
Achiropsetta tricholepis är en fiskart som beskrevs av Norman, 1930. Achiropsetta tricholepis ingår i släktet Achiropsetta och familjen Achiropsettidae. Inga underarter finns listade i Catalogue of Life.